# Blue Air
Blue Air Transport Aerian S. A. — колишня бюджетна авіакомпанія, що базувалася в Бухаресті, Румунія, Головні хаби аеропорти Бухарест та Турин. Розпочала діяльність у 2004 році.
Blue Air була змушена призупинити всі операції 6 вересня 2022 року.

## Пункти призначення

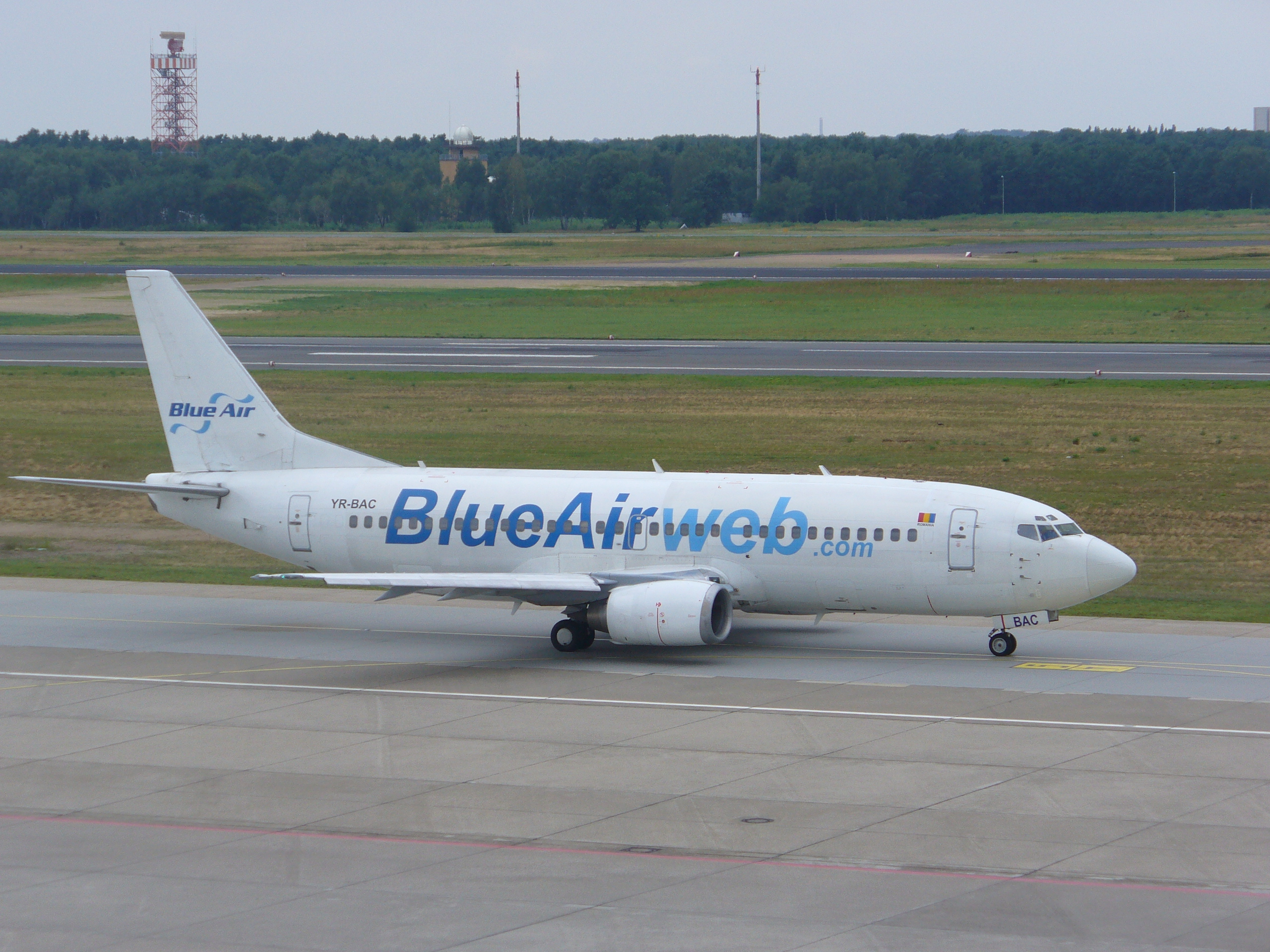
Boeing 737-300 Blue Air в старій лівреї в аеропорту Берлін-Тегель, Німеччина. (2009)

З дня заснування Blue Air виконувала місцеві рейси Бухарест-Тімішоара, які були припинені в березні 2005 року у зв'язку з низьким завантаженням і конкуренцією з TAROM і Căile Ferate Române, залізничною компанією Румунії. Blue Air почала виконувати місцеві рейси в Міжнародний аеропорт Клуж-Напока з Бухареста 29 жовтня 2006 року на Boeing 737.

### Кодшерингові угоди
- Air Italy
- Alitalia
- Blue Panorama Airlines
- Hahn Air Lines
- Sky Express (Greece)

## Флот

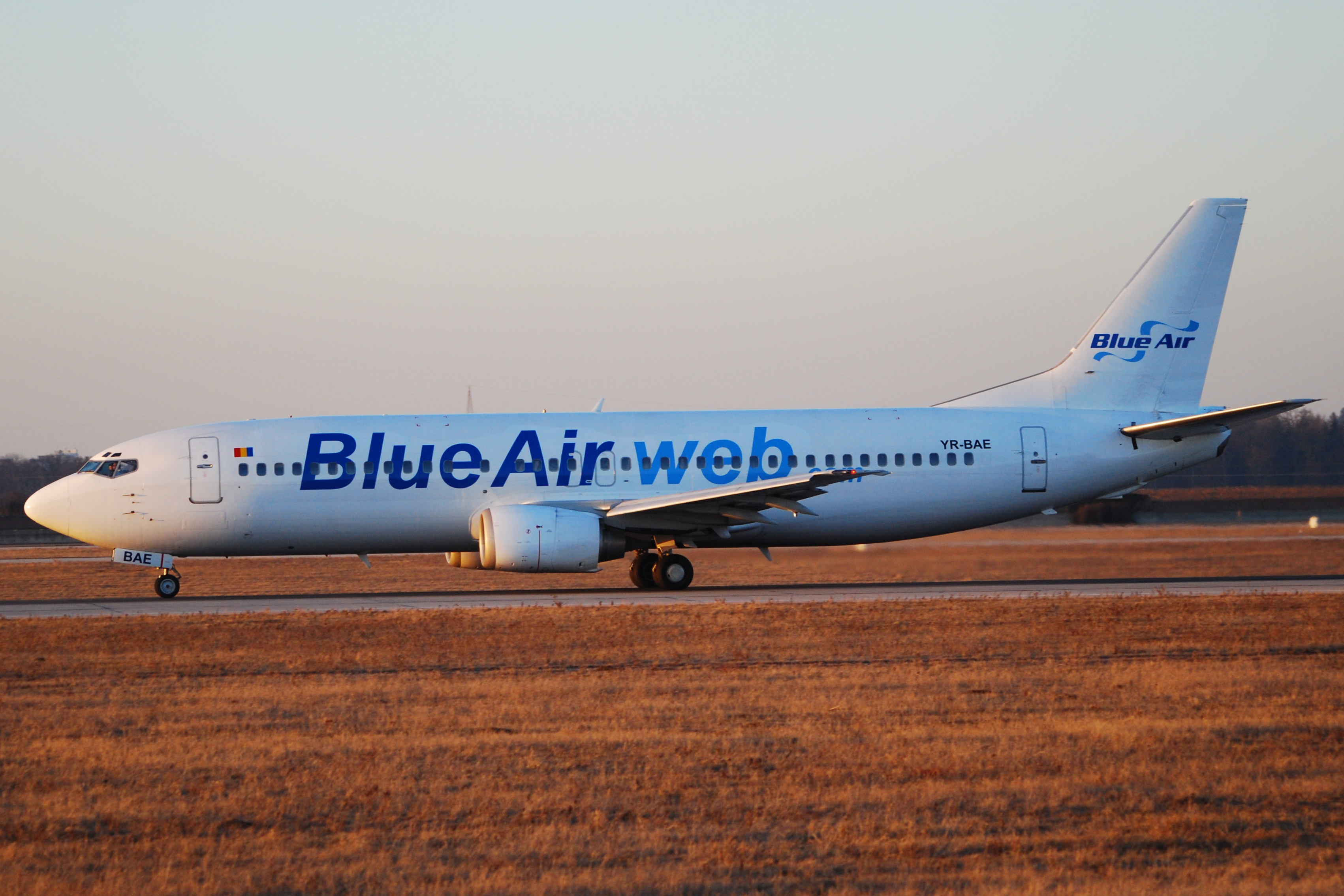
Boeing 737-400 Air Blue
у старій лівреї в аеропорту Штутгарта, Німеччина. (2008)

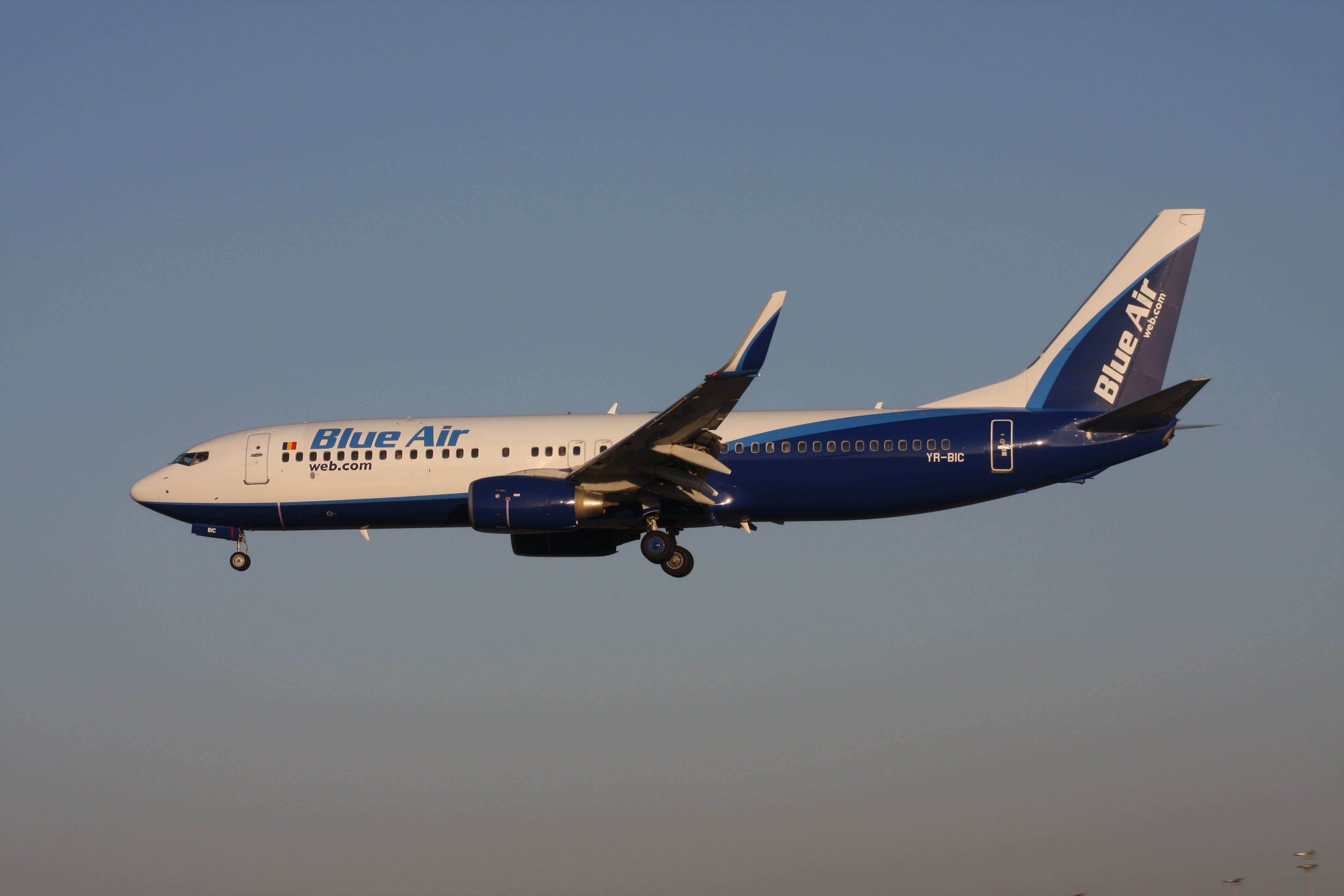
Boeing 737-800 Blue Air у сучасній лівреї здійснює посадку в аеропорту Лісабона, Португалія. (2009)

Флот станом на лютий 2018:
| Тип              | В дії | Замовлено | Пасажирів | Примітки |
| ---------------- | ----- | --------- | --------- | --- |
| Boeing 737-300   | 1     | —         | 141       | |
| Boeing 737-300   | 1     | —         | 148       | |
| Boeing 737-400   | 6     | —         | 150       | |
| Boeing 737-400   | 6     | —         | 162       | |
| Boeing 737-400   | 6     | —         | 166       | |
| Boeing 737-400   | 6     | —         | 168       | |
| Boeing 737-400   | 6     | —         | 170       | |
| Boeing 737-500   | 6     | —         | 120       | |
| Boeing 737-500   | 6     | —         | 126       | |
| Boeing 737-700   | 1     | —         | 144       | |
| Boeing 737-800   | 13    | 2         | 189       | 2 літаки, будуть поставлені у 2 кварталі 2018 року Польські авіалінії LOT забронювали 2 літаки Blue Air 737-800 у 1-3 кварталі 2018. |
| Boeing 737 MAX 8 | —     | 12        | TBA       | Будуть поставлені в 2019-2021 роках.                                                                                                 |
| Загалом          | 28    | 14        |           | |

### Раніше експлуатувалися
- BAe 146
- Boeing 737-800
- Saab 340